# Campeonato Africano de Atletismo de 2014 - 400 m com barreiras feminino
A prova dos 400 metros com barreiras feminino do Campeonato Africano de Atletismo de 2014 foi disputada no entre os dias 13 e 14 de agosto de 2014 no Estádio de Marrakech  em Marrakech, no Marrocos. Participaram da prova 13 atletas.

## Recordes
Antes desta competição, os recordes mundiais e do campeonato nesta prova eram os seguintes:
|                       | Nome              | Nacionalidade | Tempo  | Local   | Data                 |
| --------------------- | ----------------- | ------------- | ------ | ------- | -------------------- |
| Recorde mundial       | Yuliya Pechonkina | Rússia        | 52s 34 | Tula    | 8 de agosto de 2003  |
| Recorde do campeonato | Nezha Bidouane    | Marrocos      | 54s 24 | Dakar   | 22 de agosto de 1998 |
| Recorde africano      | Nezha Bidouane    | Marrocos      | 52s 90 | Sevilha | 25 de agosto de 1999 |

## Medalhistas
| Ouro                   | Prata                  | Bronze               |
| Wenda Theron Nel (RSA) | Amaka Ogoegbunam (NGR) | Francisca Koki (KEN) |

## Cronograma
Todos os horários são locais (UTC+1).
| Data         | Hora  | Evento  |
| ------------ | ----- | ------- |
| 13 de agosto | 18:00 | Bateria |
| 14 de agosto | 18:10 | Final   |

## Resultados

### Bateria
Qualificação: 3 atletas de cada bateria (Q) mais os 2 melhores qualificados (q).
| Posição | Bateria | Atleta             | Nacionalidade      | Tempo   | Notas |
| ------- | ------- | ------------------ | ------------------ | ------- | ----- |
| 1       | 2       | Wenda Nel          | África do Sul      | 55.76   | Q     |
| 2       | 2       | Francisca Koki     | Quênia             | 55.93   | Q     |
| 3       | 1       | Amaka Ogoegbunam   | Nigéria            | 56.49   | Q     |
| 4       | 1       | Hayat Lambarki     | Marrocos           | 56.70   | Q     |
| 5       | 1       | Anneri Ebersohn    | África do Sul      | 56.84   | Q     |
| 6       | 2       | Lamiae Lhabze      | Marrocos           | 58.10   | Q     |
| 7       | 1       | Audrey Nkamsao     | Camarões           | 58.64   | q     |
| 8       | 2       | Hasna Grioui       | Marrocos           | 58.88   | q     |
| 9       | 2       | Mame Fatou Faye    | Senegal            | 59.11   |       |
| 10      | 1       | Florence Wasike    | Quênia             | 59.91   |       |
| 11      | 2       | Rashidatu Abubakar | Gana               | 1:00.36 |       |
| 12      | 2       | Kemi Francis       | Nigéria            | 1:01.42 |       |
| 13      | 1       | Galilee Boumpt     | República do Congo | DNS     |       |

### Final
| Posição           | Raia | Atleta           | Nacionalidade | Tempo   | Notas            |
| ----------------- | ---- | ---------------- | ------------- | ------- | ---------------- |
| Medalha de ouro   | 4    | Wenda Nel        | África do Sul | 55.32   |                  |
| Medalha de prata  | 5    | Amaka Ogoegbunam | Nigéria       | 55.46   |                  |
| Medalha de bronze | 6    | Francisca Koki   | Quênia        | 55.84   | Recorde nacional |
| 4                 | 3    | Hayat Lambarki   | Marrocos      | 55.93   |                  |
| 5                 | 7    | Anneri Ebersohn  | África do Sul | 56.71   |                  |
| 6                 | 8    | Lamiae Lhabze    | Marrocos      | 57.24   |                  |
| 7                 | 1    | Audrey Nkamsao   | Camarões      | 58.90   |                  |
| 8                 | 2    | Hasna Grioui     | Marrocos      | 1:01.79 |                  |

Legenda
| Recorde mundial       | Recorde mundial (World record)               |                       | Recorde africano                      | Recorde africano (African) |                                           | Q | Classificado por posição (Qualified) |
| Recorde do campeonato | Recorde do campeonato (Championship record)  | Recorde da América    | Recorde da América (Americas)         | q                          | Classificado por melhor tempo (Qualified) |   |                                      |
| Melhor marca do ano   | Melhor marca do ano (World leading)          | Recorde asiático      | Recorde asiático (Asian)              | DNS                        | Não largou (Did not start)                |   |                                      |
| Recorde nacional      | Recorde nacional (National record)           | Recorde europeu       | Recorde europeu (European)            | DNF                        | Não terminou (Did not finish)             |   |                                      |
| Recorde pessoal       | Recorde pessoal do atleta (Personal best)    | Recorde da Oceania    | Recorde da Oceania (Oceania)          | DSQ / DQ                   | Desclassificado (Disqualified)            |   |                                      |
| Recorde da temporada  | Recorde da temporada do atleta (Season best) | Recorde sul-americano | Recorde sul-americano (South America) | NM                         | Sem marca (No mark)                       |   |                                      |